# Andrej Hvizdák
Andrej Hvizdák (22. listopadu 1883 Turčianska Štiavnička – 8. května 1948 Žilina) byl slovenský a československý politik a meziválečný poslanec Národního shromáždění za Československou sociálně demokratickou stranu dělnickou.

## Biografie
Působil i jako básník. Publikoval pod pseudonymem Jelšovský, Podlučinský nebo Roztocký básně ve stylu takzvané dělnické poezie (1906 Slovenské kvety, 1911 Robotnícke piesne). V Turčianském Sv. Martině se vyučil obuvníkem. Pak působil jako švec v Žilině a od roku 1906 se začal angažovat v sociálně demokratickém hnutí jako člen Sociálně demokratické strany Uherska, respektive Slovenské sociálně demokratické strany Uherska. Byl redaktorem listů Právo lidu a Slovenské listy.
V letech 1919-1920 zasedal v Revolučním národním shromáždění za Slovenský klub (slovenští poslanci se ještě nedělili do stranických frakcí). Poslancem se stal na 39. schůzi v březnu 1919. V parlamentních volbách v roce 1920 získal za Československou sociálně demokratickou stranu dělnickou mandát v Národním shromáždění. Podle údajů k roku 1920 byl profesí redaktorem v Žilině.
Od roku 1931 byl ředitelem městské knihovny v Žilině. Strávil v této funkci víc než 15 let. Zároveň v roce 1923 a pak v letech 1931-1938 byl starostou Žiliny.